# Supreme Beings of Leisure
I Supreme Beings of Leisure sono un gruppo musicale statunitense proveniente da Los Angeles, formatosi nel 1998.

## Formazione
Attuale
- Geri Soriano-Lightwood
- Ramin Sakurai

Ex componenti
- Kiran Shahani
- Rick Torres

## Discografia

### Album in studio
- 2000 – Supreme Beings of Leisure
- 2003 – Divine Operating System
- 2008 – 11i
- 2023 – 22

### Singoli
- 2000 – Strangelove Addiction
- 2002 – Divine
- 2003 – Ghetto